# Johan Stiernhöck
Johan Karl Stiernhöck – szwedzki dyplomata. W 1716 pełnił funkcję szwedzkiego posła przy wiedeńskim dworze.
Konfederaci tarnogrodzcy łudzili się, że sami doprowadzą do zgody między Piotrem Wielkim a Karolem XII, detronizując Augusta. W tym celu do Austrii pojechał w  początkach 1716 roku konfederata Stefan Aleksander Morsztyn, by nawiązać kontakt z  Johanem Stiernhöckiem. Nie przyniosło to jednak wielkich rezultatów.